# Стокдейл (Огайо)
Стокдейл (англ. Stockdale) — переписна місцевість (CDP) в США, в окрузі Пайк штату Огайо. Населення — 111 особа (2020).

## Географія
Стокдейл розташований за координатами 38°57′28″ пн. ш. 82°51′27″ зх. д. / 38.95778° пн. ш. 82.85750° зх. д. (38.957777, -82.857377).  За даними Бюро перепису населення США в 2010 році переписна місцевість мала площу 1,38 км², з яких 1,38 км² — суходіл та 0,00 км² — водойми.

## Демографія
Згідно з переписом 2010 року, у переписній місцевості мешкало 135 осіб у 51 домогосподарстві у складі 34 родин. Густота населення становила 98 осіб/км².  Було 60 помешкань (43/км²).
Расовий склад населення:
| - 99,3 % — білих - 0,7 % — корінних американців |

До двох чи більше рас належало 0,0 %. Частка іспаномовних становила 0,0 % від усіх жителів.
За віковим діапазоном населення розподілялося таким чином: 26,7 % — особи молодші 18 років, 62,2 % — особи у віці 18—64 років, 11,1 % — особи у віці 65 років та старші. Медіана віку мешканця становила 34,5 року. На 100 осіб жіночої статі у переписній місцевості припадало 84,9 чоловіків;  на 100 жінок у віці від 18 років та старших — 73,7 чоловіків також старших 18 років.
Цивільне працевлаштоване населення становило 12 особи. Основні галузі зайнятості: будівництво — 100,0 %.